# معيار تقيم نظام الحاسوب الموثوق به

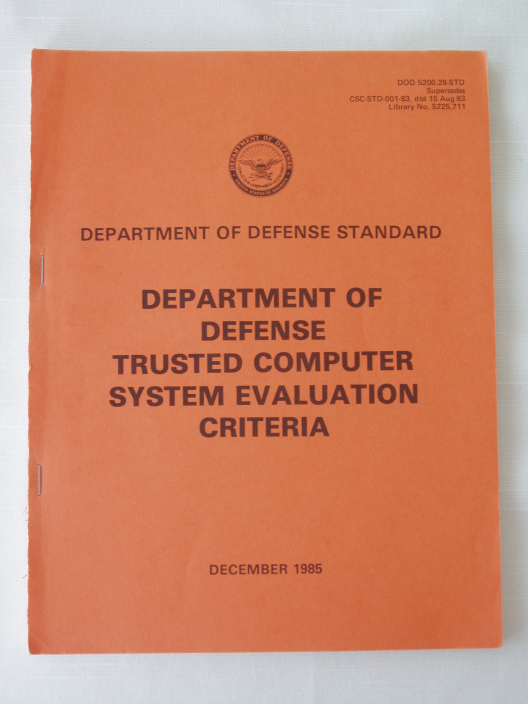
The Orange Book

هو مقياس أو معيار الحكومة الفيدرالية للولايات المتحدة (أو وزارة الدفاع الأمريكية (DoD) لتقيم فعالية متحكمات أمان الحاسوب المبنية داخل نظام حاسوب ، الاحتياج لهذا المعيار مطلوب لتصنيف وتقيم واختيار نظام حاسوب الذي يجري النظر فيه لمعالجة وتخزين وإسترجاع المعلومات الحساسة منه أو تصنيفها كمعلومات سرية.
يتم ربط حروف TCSEC بسلسلة كتب قوس قزح

## أهداف ومتطلبات الأساسية

### السياسة العامة
(بالإنجليزية: Policy)

### توكيد
(بالإنجليزية: Assurance)

### توثيق
(بالإنجليزية: Documentation)

## روابط خارجية
- National Security Institute - 5200.28-STD Trusted Computer System Evaluation Criteria نسخة محفوظة 28 فبراير 2013 على موقع واي باك مشين.
- FAS IRP DOD Trusted Computer System Evaluation Criteria DOD 5200.28